# Tabiteuea
Tabiteuea – atol koralowy położony w środkowo-zachodniej części Oceanu Spokojnego, wchodzący w skład Wysp Gilberta, należący do Kiribati. Jest to drugi co do wielkości i najludniejszy atol Wysp Gilberta po atolu Tarawa. Liczba ludności wynosi 5 537 mieszkańców. Atol dzieli się na dwie gminy North Tabiteuea i South Tabiteuea.

## Transport
W północnej części atolu znajduje się Port lotniczy Tabiteuea Północna.